# دارين توفتس
دارين توفتس (بالإنجليزية: Daryn Tufts) هو كاتب سيناريو وممثل أمريكي، ولد في 1 أبريل 1973 في الولايات المتحدة.

## وصلات خارجية
- دارين توفتس على موقع IMDb (الإنجليزية)
- دارين توفتس على موقع أول موفي (الإنجليزية)
- دارين توفتس على موقع قاعدة بيانات الفيلم (الإنجليزية)
- دارين توفتس على موقع كينوبويسك (الروسية)